# Landgericht Reutte
Das Landgericht Reutte war ein von 1805 bis 1814 bestehendes bayerisches Landgericht älterer Ordnung mit Sitz in Reutte im heutigen österreichischen Bundesland Tirol. Die Landgerichte waren im Königreich Bayern Gerichts- und Verwaltungsbehörden, die 1862 in administrativer Hinsicht von den Bezirksämtern und 1879 in juristischer Hinsicht von den Amtsgerichten abgelöst wurden.

## Geschichte
Als im Jahr 1805 Reutte zum Königreich Bayern kam, wurde durch eine Verwaltungsneugliederung Bayerns das Landgericht Reutte errichtet. Dieses kam 1808 zunächst zum neu gegründeten Innkreis mit Hauptstadt Innsbruck, und dann 1810 zum Illerkreis mit der Hauptstadt Kempten.
Im Jahr 1814 wurde das Gebiet an Österreich abgetreten.